# مسیح شخصی
«مسیح شخصی» (به انگلیسی: Personal Jesus) ترانه‌ای از گروه دپش مُد و اولین تک‌آهنگ آلبوم متجاوز آن‌ها است که در ۲۹ آگوست ۱۹۸۹ در پادشاهی متحد منتشر شد. تک‌آهنگ در زمان انتشارش تا ردهٔ ۱۳اُم پُرفروش‌ترین تک‌آهنگ‌های بریتانیا صعود کرد و در آمریکا ۲۸اُمین تک‌آهنگ پرفروش روز شد. «مسیح شخصی» در سال ۲۰۰۴ و در رده‌بندی «۵۰۰ ترانهٔ برتر همهٔ زمان‌ها»ی مجلهٔ رولینگ استون جایگاه ۳۶۸اُم را به‌خود اختصاص داد و در رای‌گیری سال ۲۰۰۶ مجلهٔ کیو برای انتخاب «۱۰۰ ترانهٔ برتر همهٔ دوران» یکی از برگزیده‌ها بود.
این ترانه از زمان انتشارش تا کنون بارها توسط افراد و گروه‌های مختلفی همچون گرَویتی کیلز، مریلین منسون، جری ویلیامز، لولی‌پاپ لاست کیل، نینا هاگن و جانی کَش بازخوانی شده‌است.
متن ترانهٔ «مسیح شخصی» با الهام از روابط الویس و پریسیلا پریسلی نوشته شده‌است. به گفتهٔ مارتین گور (ترانه‌سرا) «مسیح شخصی» با الهام از کتاب الویس و من نوشتهٔ پریسیلا پریسلی ساخته شده‌است.
این ترانه راجع به «مسیح بودن» برای یک نفر دیگر است. کسی که به شما امید می‌دهد و مراقب شماست. — پایان نقل قول
موزیک ویدئوی «مسیح شخصی» اعضای گروه را در یک مزرعه و ساختمانی در آن که روسپی‌خانه به‌نظر می‌رسد نشان می‌دهد. این ویدئو در صحرای تابرناس در استان آلمریای اسپانیا ضبط شده‌است.

## نسخهٔ مریلین منسون
مریلین منسون در سال ۲۰۰۴ «مسیح شخصی» را با تنظیم اینداستریال بازخوانی کرد که یکی از قطعه‌های آلبوم برگزیده آثار آن‌ها با نام مبادا از یاد ببریم: بهترین‌های و تک‌آهنگ اصلی آن آلبوم بود.